# Boots Mallory
Patricia "Boots" Mallory (Nueva Orleans, 22 de octubre de 1913 – Santa Mónica, 1 de diciembre de 1958) fue una bailarina, modelo y actriz de cine estadounidense.
Nació en Nueva Orleáns, Luisiana. A los doce años formó parte de un conjunto musical femenino, en el cual tocaba el banjo, y a los dieciséis fue bailarina de vodevil. Finalmente viajó a Nueva York, dando una buena impresión en las "Ziegfeld Follies" of 1931, una producción teatral de Broadway. 
Trasladada a Hollywood, California, encontró empleo en la productora Fox Film Corporation y fue escogida para actuar en la versión filmada de la obra de Dawn Powell Walking Down Broadway. Este fue el primer film sonoro de Erich von Stroheim. Reconoció a Mallory como su descubrimiento. La obra contaba la historia de una joven soltera enredada en un triángulo amoroso, y que quedaba embarazada. La versión filmada, sin embargo, sugería una relación lésbica entre el personaje de Mallory y el del personaje interpretado por ZaSu Pitts. Otros aspectos de carácter sexual en el personaje interpretado por James Dunn fueron considerados demasiado atrevidos. Los ejecutivos de la Fox hicieron que el director Alfred L. Werker cortara drásticamente la versión de Von Stroheim, y que se rodaran escenas adicionales. La película fue lanzada finalmente con un nuevo título Hello, Sister! (¡Hola, hermanita!) (1933) con poca promoción, y no fue un éxito. La versión original de Von Stroheim nunca fue exhibida, y se considera perdida.
En 1932 filmó su segunda película, Handle With Care, también junto a James Dunn. Fue bien recibida, y Mallory fue elegida como una de las WAMPAS Baby Stars de 1932, pero la fuerte campaña publicitaria que ello supuso fue contrarrestada por el escaso éxito de Hello, Sister!. 
Alta y rubia, Mallory era conocida por su belleza, y fue fotografiada por fotógrafos como George Hurrell. Sin embargo, también posó en atrevidas sesiones de fotografías de lencería, y fue pintada desnuda por el artista Rolf Armstrong. 
En los años siguientes, Mallory interpretó papeles principales en varias películas de serie "B", incluyendo el film de Rin Tin Tin The Wolf Dog (1933), y Carnival Lady (1934) y The Big Race (1934). Trabajó con James Cagney en una producción radiofónica para el Lux Radio Theatre, pero tuvo dificultades para trabajar en producciones de mayor prestigio. Su última aparición fue en una película de El Gordo y el Flaco, Swiss Miss (1938).
Mallory se casó por primera vez a los dieciséis años, y en 1932 contrajo segundas nupcias con el productor William Cagney, hermano del actor James Cagney. En 1947 se casó con Herbert Marshall, matrimonio que duró hasta la muerte de Mallory en 1958 en Santa Mónica (California), a causa de una enfermedad de garganta. 